# Rauvolfia weddeliana
Rauvolfia weddeliana är en oleanderväxtart som beskrevs av Müll. Arg.. Rauvolfia weddeliana ingår i släktet Rauvolfia och familjen oleanderväxter. Inga underarter finns listade i Catalogue of Life.